# Guldklippfågel
Guldklippfågel (Rupicola rupicola) är en art i familjen kotingor från Sydamerika som tillhör ordningen tättingar. Den är en av endast två arter i släktet klippfåglar, där den andra arten är andinsk klippfågel.

## Kännetecken
Guldklippfågel har en längd på cirka 30 centimeter och en robust, något rundad kropp med kraftiga ben. Den klart orangefärgade hanen har en mycket karakteristisk halvmåneformad kam prydd med en svart rand på huvudet. Kammen sträcker sig fram över näbben och uppvisas under parningsspelet för att attrahera honor. Även stjärten är svart, utom den yttersta delen som är orange, och vingarna är bandade i svart och vitt. Honan är mer oansenligt brungråaktigt färgad och har en mindre kam som inte är lika uppseendeväckande som hanens.

## Utbredning
Guldklippfågel förekommer i Franska Guyana, Surinam, Guyana, södra Venezuela, östra Colombia och i Amazonområdet i norra Brasilien. Dess föredragna habitat är skogsområden med inslag av mer klippig terräng.

## Levnadssätt
Guldklippfågeln livnär sig främst på frukt. Under parningstiden kan grupper på 40 eller fler fåglar samlas på en gemensam spelplats där hanarna visar upp sin kam och konkurrerar om att attrahera honorna. Efter parningen bygger honan ett bo av lera och växtdelar som hon fäster vid en klippa genom att använda sin saliv. I boet läggs sedan ett eller två ägg. Hanen tar inte del i bobyggandet eller i ruvningen av äggen.

## Status
Arten har ett rätt stort utbredningsområde och beståndet anses stabilt. Internationella naturvårdsunionen IUCN listar den därför som livskraftig (LC).